# Estádio Centenário (Resistência)
O Estádio Centenário de Resistência (também conhecido como El Jardín de América) é um estádio localizado na cidade de Resistência, na Argentina.
Inaugurado em 25 de maio de 2011 com um amistoso entre Argentina e Paraguai vencido pelos anfitriões por 4 a 2, tem capacidade para 25.000 torcedores.
A Final do Superclássico das Américas (Antiga Copa Roca) de 2012 foi cancelada devido a um problema de energia no estádio.
É a casa do clube Atlético Sarmiento, do Torneo Argentino B, que recebeu o Superclássico das Américas de 2012.
Devido à problemas de energia, a final foi transferida para o estádio La Bombonera, em Buenos Aires.